# 木材加工用機械作業主任者
木材加工用機械作業主任者（もくざいかこうようきかいさぎょうしゅにんしゃ）は、労働安全衛生法に定められた作業主任者(国家資格)のひとつであり、木材加工用機械作業主任者技能講習を修了した者の中から事業者により選任される。
また、主任者となるための技能講習を修了した者すなわち資格取得者のこと、あるいは資格そのものを指すこともある。

## 概要
- 木材加工用機械（丸のこ盤、帯のこ盤、かんな盤、面取り盤及びルーターに限るものとし、携帯用のものを除く。）を5台以上（当該機械のうちに自動送材車式帯のこ盤が含まれている場合には、3台以上）を有する事業場において木材加工用機械による作業についての労働災害を防止する。

## 受講資格
- 木材加工用機械による作業に3年以上従事した経験を有する者[2]
- その他厚生労働大臣が定める者

## 技能講習
- 各都道府県により実施頻度等が異なるため、都道府県労働局、労働基準監督署、都道府県労働基準協会などに問い合わせる必要がある。告示された講習時間は15時間である。

### 講習科目
1. 木材加工用機械、その他安全装置等の種類、構造及び機能に関する知識（6時間）
2. 木材加工用機械、その他安全装置の保守点検に関する知識（2時間）
3. 木材加工用機械作業の方法に関する知識（5時間）
4. 関係法令（2時間）
5. 修了試験